# Xterra Belgium 2017
Xterra Belgium 2017 was de tweede editie van crosstriatlon-wedstrijd Xterra Belgium in het Belgische Namen.
De editie vond plaats op 9 en 10 juni 2017 en fungeerde tevens als BK crosstriatlon. Het parcours aan de citadel van Namen bestond uit 1500 meter zwemmen in de Maas, 33 kilometer mountainbiken en 10 kilometer lopen. Er namen 330 deelnemers deel aan de 'lite' en 660 legden de volledige afstand af.

## Resultaten

### Xterra lite(korte afstand)
| Heren  | Heren                | Heren   | Heren |
| Plaats | Atleet               | Tijd    |       |
| ------ | -------------------- | ------- | ----- |
| Goud   | Robbe Janssens       | 1:39:06 |       |
| Zilver | Corentin Carlier     | 1:39:39 |       |
| Brons  | Cyprien Dion         | 1:39:44 |       |
| 4      | Kevin Buffet         | 1:40:51 |       |
| 5      | Loïc Menoux          | 1:41:12 |       |
| 6      | Sven Nevens          | 1:41:45 |       |
| 7      | Luc Delwiche         | 1:42:35 |       |
| 8      | Pierre Nicolas Boqué | 1:42:36 |       |
| 9      | Ghislain Menoux      | 1:43:22 |       |
| 10     | Maxime Coqueau       | 1:46:52 |       |

| Dames  | Dames            | Dames   | Dames |
| Plaats | Atleet           | Tijd    |       |
| ------ | ---------------- | ------- | ----- |
| Goud   | Birgit Wauters   | 2:03:55 |       |
| Zilver | Gaëlle Leduc     | 2:07:35 |       |
| Brons  | Tamara Bailleux  | 2:12:59 |       |
| 4      | Veronique Glez   | 2:18:26 |       |
| 5      | Laurie Molinghen | 2:20:19 |       |

### Xterra(lange afstand)
| Heren  | Heren            | Heren   | Heren |
| Plaats | Atleet           | Tijd    |       |
| ------ | ---------------- | ------- | ----- |
| Goud   | Rubén Ruzafa     | 2:45:41 |       |
| Zilver | Xavier Dafflon   | 2:46:33 |       |
| Brons  | Yeray Luxem      | 2:48:26 |       |
| 4      | Bradley Weiss    | 2:48:38 |       |
| 5      | Francois Carloni | 2:52:46 |       |
| 6      | Maxim Chane      | 2:54:33 |       |
| 7      | Jan Kubinec      | 2:54:35 |       |
| 8      | Geert Lauryssen  | 2:45:41 |       |
| 9      | Pierre Nicole    | 2:55:27 |       |
| 10     | Tom Kerner       | 2:57:12 |       |
| 11     | Peter Lehmann    | 2:57:46 |       |
| 12     | Théo Dupras      | 2:59:18 |       |
| 13     | Sylvain Denis    | 2:59:33 |       |
| 14     | Tim Van Daele    | 3:00:16 |       |
| 15     | Mark Hamersma    | 3:01:53 |       |
| 16     | Wouter Wuilmus   | 3:03:07 |       |
| 17     | Robin Tournant   | 3:03:08 |       |
| 18     | Morten Olesen    | 3:03:45 |       |
| 19     | Paul Embrechts   | 3:04:04 |       |
| 20     | Romaric Ladet    | 3:06:00 |       |

| Dames  | Dames              | Dames   | Dames |
| Plaats | Atleet             | Tijd    |       |
| ------ | ------------------ | ------- | ----- |
| Goud   | Helena Erbenová    | 3:14:58 |       |
| Zilver | Carine Wasle       | 3:19:48 |       |
| Brons  | Morgane Riou       | 3:23:51 |       |
| 4      | Christine Verdonck | 3:27:29 |       |
| 5      | Isabelle Klein     | 3:28:15 |       |
| 6      | Maud Golsteyn      | 3:33:12 |       |
| 7      | Riikka Vreeswijk   | 3:37:55 |       |
| 8      | Ine Couckuyt       | 3:37:57 |       |
| 9      | Jessica Roberts    | 3:40:10 |       |
| 10     | Karen Steurs       | 3:43:32 |       |

### Belgisch kampioenschap
| Heren  | Heren           | Heren   | Heren |
| Plaats | Atleet          | Tijd    |       |
| ------ | --------------- | ------- | ----- |
| Goud   | Yeray Luxem     | 2:48:26 |       |
| Zilver | Geert Lauryssen | 2:45:41 |       |
| Brons  | Sylvain Denis   | 2:59:33 |       |
| 4      | Tim Van Daele   | 3:00:16 |       |
| 5      | Wouter Wuilmus  | 3:03:07 |       |

| Dames  | Dames                | Dames   | Dames |
| Plaats | Atleet               | Tijd    |       |
| ------ | -------------------- | ------- | ----- |
| Goud   | Christine Verdonck   | 3:27:29 |       |
| Zilver | Ine Couckuyt         | 3:37:57 |       |
| Brons  | Karen Steurs         | 3:43:32 |       |
| 4      | Claire Avril         | 3:45:51 |       |
| 5      | Anne-Sophie Marechal | 3:54:36 |       |

2012 · 2017 · 2018